# Club sportif La Mancha
Pour les articles homonymes, voir Club sportif.
Le CS La Mancha  est un club de football congolais basé à Pointe-Noire. Ce club était auparavant appelé Manchester Congo. 

## Palmarès
- Championnat du Congo  : 
  - Vice-champion : 2001, 2003, 2006 et 2018

## Entraîneurs
- : Ghyslain Tchiamas (2017-2018)